# Riboviria
Riboviria è il dominio di virus che include tutti i virus che codificano una polimerasi RNA-dipendente.

## Tassonomia
Il dominio Riboviria, la cui prima parte del nome, "ribo-", deriva da "acido ribonucleico", o RNA, include due regni, Orthornavirae e Pararnavirae, due famiglie e diversi generi ancora incertae sedis, ossia non ancora esattamente collocati all'interno di uno schema di classificazione.

### Regni
- Orthornavirae
- Pararnavirae

### Famiglieincertae sedis
- Polymycoviridae
- Sarthroviridae

### Generiincertae sedis
- Albetovirus
- Aumaivirus
- Papanivirus
- Virtovirus